# Georg Wolff (Politiker, 1877)
Georg Wolff (* 21. August 1877 in Fulda; † nach 1930) war ein deutscher Jurist, Verbandsfunktionär und Politiker (DVP).

## Leben
Nach dem Besuch des Gymnasiums studierte Wolff Rechtswissenschaften. Er absolvierte den juristischen Vorbereitungsdienst an Gerichten und wurde zum Doktor der Rechte promoviert. Im Anschluss trat er in den preußischen Verwaltungsdienst ein. Er arbeitete zunächst bei der Eisenbahndirektion Halle und war zuletzt als Regierungsrat im preußischen Staatsministerium tätig. In den 1920er Jahren wurde er Geschäftsführer der Mitteldeutsches Braunkohlen-Syndikat GmbH mit Sitz in Leipzig. Darüber hinaus war er Mitglied des Aufsichtsrates der AG Reichskohlenverband in Berlin und Mitglied des Vorstandsrates des Deutschen Braunkohlen-Industrie-Vereins in Halle (Saale).
Wolff trat nach 1918 in die Deutsche Volkspartei (DVP) ein. Im Februar 1921 wurde er als Abgeordneter in den Preußischen Landtag gewählt, dem er ohne Unterbrechung bis 1928 angehörte.